# Yves Bonnefoy
Yves Bonnefoy (Tours, 24 juni 1923 – Parijs, 1 juli 2016) was een Frans schrijver van poëzie en essays.

## Biografie
Yves Bonnefoy werd in 1923 geboren in de Franse stad Tours. Na zijn studies wiskunde en wijsbegeerte bouwde hij als literair onderzoeker en kunsthistoricus een carrière op die in 1981 werd bekroond met zijn benoeming aan het vermaarde Collège de France. 
Bonnefoy publiceerde zijn eerste poëziebundel, Traité du pianiste, in 1946. Vanaf 1954 ging hij ook essays schrijven. Zijn werk werd in verschillende talen vertaald. Bonnefoy won ook verschillende prijzen zoals de Franz Kafka prijs in 2007.
In 2005 werd in Frankrijk voor het eerst een bundel van een nog levende dichter op de verplichte leeslijst voor het eindexamen middelbare school geplaatst: Les planches courbes (2001) van Yves Bonnefoy. De uitverkiezing op zich getuigt van het belang dat men in Frankrijk aan Bonnefoy toekent. Ook buiten de Franse grenzen wordt zijn poëzie hoog gewaardeerd; als bewijs daarvoor mag gelden dat zijn naam geregeld terugkeerde op de shortlist voor de Nobelprijs voor literatuur.
Bonnefoy overleed in 2016 in Parijs op 93-jarige leeftijd. Hij laat een rijk oeuvre na met meer dan 20 poëziebundels en talloze essays.

## Poëzie
- 1946: Traité du pianiste
- 1947: Anti-Platon. Nederlandse vertaling: Anti-Plato. Vertaald door Jan H. Mysjkin. Uitgeverij Poëziecentrum, Gent, 1999. ISBN 90 5655 027 6
- 1953: Du mouvement et de l'immobilité de Douve. Nederlandse vertaling: Over de beweging en roerloosheid van Douve. Vertaald door Jan H. Mysjkin. Uitgeverij Poëziecentrum, Gent, 1999. ISBN 90 5655 027 6
- 1958: Hier régnant désert. Daaruit in Nederlandse vertaling: Bedreigingen van de getuige. In Jan H. Mysjkin, Geboorten van het vers. Levende Franse poëzie 1940-1960, samenstelling, inleiding en vertaling van Jan H. Mysjkin. Uitgeverij Poëziecentrum, Gent, 1994. ISBN 90 70968 84 3
- 1965: Pierre écrite. Daaruit in Nederlandse vertaling: De nachtzomer. Vertaald door Jan H. Mysjkin, met etsen van Pierre Alechinsky. Ergo Pers, Gent, 2002.
- 1971: L'Arrière-pays
- 1975: Dans le leurre du seuil. Nederlandse vertaling: In het drogbeeld van de drempel. Vertaald door Jan H. Mysjkin. Uitgeverij Poëziecentrum , Gent, 2002. ISBN 90 5655 039 X
- 1977: Rue Traversière
- 1978: Poèmes (1947–1975)
- 1980: Entretiens sur la poésie
- 1987: Ce qui fut sans lumière. Nederlandse vertaling: Wat in de schaduw bleef. Vertaald door Jan H. Mysjkin. Uitgeverij Poëziecentrum, Gent, 2014; ISBN 978 90 5655 166 7
- 1987: Récits en rêve
- 1988: Là où retombe la flèche. Nederlandse vertaling: Waar de pijl terugvalt. Vertaald door Jan H. Mysjkin. Uitgeverij Picaron, Amsterdam, 1990. ISBN 90 71466 47 7
- 1988: Un autre époque de l'écriture
- 1991: Début et fin de neige, suivi de Là où retombe la flèche. Nederlandse vertaling: Begin en einde van de sneeuw. Vertaald door Jan H. Mysjkin. Uitgeverij Poëziecentrum, Gent, 2014; ISBN 978 90 5655 166 7
- 1993: La Vie errante, suivi de Une autre époque de l'écriture. Daaruit in Nederlandse vertaling: De druiven van Zeuxis. Vertaald door Jan H. Mysjkin, met litho’s van Alexandre Holan. Ergo Pers, Gent, 1996.
- 1997: L'Encore Aveugle
- 1999: La Pluie d'été
- 2001: Le Théâtre des enfants
- 2001: Le Cœur-espace
- 2001: Les Planches courbes. Nederlandse vertaling: De gebogen planken. Vertaald door Kiki Coumans. Uitgeverij Vleugels, Bleiswijk, 2016. ISBN 978 90 78627 26 5
- 2008: La Longue Chaine de l'Ancre

## Essays
- Peintures murales de la France gothique (1954)
- Dessin, couleur, lumière (1995)
- L'Improbable (1959)
- Arthur Rimbaud (1961)
- La Seconde Simplicité (1961)
- Un rêve fait à Mantoue (1967)
- Rome, 1630 : l'horizon du premier baroque (1970), prix des Critiques 1971
- L'Ordalie (1975)
- Le Nuage rouge (1977)
- Trois remarques sur la couleur (1977)
- L'Improbable, suivi de Un rêve fait à Mantoue (1980)
- La Présence et l'image (leçon inaugurale au Collège de France) (1983)
- La Vérité sur Parole (1988)
- Sur un sculpteur et des peintres (1989)
- Entretiens sur la poésie (1972–1990)
- Aléchinsky, les Traversées (1992)
- Remarques sur le dessin (1993)
- Palézieux (1994), avec Florian Rodari
- La Vérité de parole (1995)
- Dessin, couleur et lumière (1999)
- La Journée d'Alexandre Hollan (1995)
- Théâtre et poésie : Shakespeare et Yeats (1998)
- Lieux et destins de l'image (1999)
- La Communauté des traducteurs (2000)
- Baudelaire : la tentation de l’oubli (2000)
- L'Enseignement et l'exemple de Leopardi (2001)
- André Breton à l'avant de soi (2001)
- Poésie et architecture (2001)
- Sous l'horizon du langage (2002)
- Remarques sur le regard (2002)
- La Hantise du ptyx (2003)
- Le Poète et « le flot mouvant des multitudes » (2003)
- Le Nom du roi d'Asiné (2003)
- L'Arbre au-delà des images, Alexandre Holan (2003)
- Goya, Baudelaire et la poésie, entretiens avec Jean Starobinski (2004)
- Feuilée, avec Gérard Titus-Carmel (2004)
- Le Sommeil de personne (2004)
- Assentiments et partages, exposition du Musée des Beaux-Arts de Tours (2004)
- Shakespeare & the French Poet (University of Chicago Press, Chicago, 2004)
- L'Imaginaire métaphysique (2006)
- Goya, les peintures noires, Ed. William Blake And Co, (2006)
- Ce qui alarma Paul Celan, Galilée, (2007)
- La Poésie à voix haute, La Ligne d'ombre (2007) ISBN 978-2-9528603-0-7
- Pensées d'étoffe ou d'argile, Coll. Carnets, L'Herne, (2010)
- Genève, 1993, Coll. Carnets, L'Herne, (2010)

- Bibsys: 90069910
- Biblioteca Nacional de España: XX1644203
- Bibliothèque nationale de France: cb118928189 (data)
- Catàleg d'autoritats de noms i títols de Catalunya: 981058509283506706
- CiNii: DA00344134
- Digitale Bibliotheek voor de Nederlandse Letteren: bonn021
- Gemeinsame Normdatei: 11851329X
- International Standard Name Identifier: 0000 0001 2103 7126
- Library of Congress Control Number: n80049508
- Nationale Bibliotheek van Letland: 000003105
- MusicBrainz: 4ab9ddb0-5443-4930-af67-c2757cb65a49
- Bibliotheek van het Japanse parlement: 00433820
- Nationale Bibliotheek van Tsjechië: jn19990000929
- Nationale bibliotheek van Australië: 35020177
- Nationale Bibliotheek van Israël: 987007258842105171
- Nationale Bibliotheek van Polen: a0000001166865
- Nationale en Universitaire bibliotheek Zagreb: 000056385
- Nederlandse Thesaurus van Auteursnamen: 068482256
- Réseau des bibliothèques de Suisse occidentale: 02-A003023744
- RKD-Nederlands Instituut voor Kunstgeschiedenis: 226192
- Istituto Centrale per il Catalogo Unico: CFIV093116
- LIBRIS: 231380
- SNAC: w6cc1jv7
- Système universitaire de documentation: 026738198
- Trove: 794440
- Union List of Artist Names: 500384845
- Virtual International Authority File: 108225542
- WorldCat: E39PBJfWY3FmcPj49kJDCTw3cP